# Yahia Fofana
Yahia Fofana (Paris, 21 de agosto de 2000) é um futebolista marfinense que atua como goleiro. Atualmente defende o Angers e a Seleção Marfinense.

## Carreira
Depois de jogar na base do Espérance Paris 19ème e do Red Star, Fofana chegou ao Le Havre em 2015, passando a integrar a equipe B um ano depois. Em julho de 2019, assinou seu primeiro contrato profissional e sua estreia pelo time principal foi em agosto, contra o Clermont, pela Copa da Liga Francesa (o Le Havre venceu nos pênaltis por 4 a 3). O primeiro jogo do goleiro pela Copa da França foi em janeiro de 2021, na derrota por 1 a 0 para o Paris FC, enquanto a estreia na Ligue 2 foi no mesmo mês, depois que Mathieu Gorgelin foi expulso na partida frente ao Chamois Niortais. Na temporada seguinte, assumiu a titularidade no gol do HAC
Em maio de 2022, após 40 jogos oficiais pelo Le Havre, o goleiro deixou o clube após o final do contrato, assinando sem custos com o Angers

## Carreira internacional
Nascido em Paris e com descendência marfinense, Yahia Fofana representou as seleções de base da França entre 2016 e 2022, tendo atuado por mais tempo na equipe Sub-18 (9 partidas). Ele ainda chegou a disputar a Copa do Mundo Sub-17 em 2017, sendo titular durante toda a campanha.
Em nível profissional, o goleiro passou a defender a Costa do Marfim em 2023, tendo feito sua estreia pelos Elefantes em setembro, na vitória por 1 a 0 sobre o Lesoto, pelas eliminatórias da Copa Africana de Nações.
Na competição (disputada entre janeiro e fevereiro de 2024), foi o mais jovem dos 3 goleiros convocados por Jean-Louis Gasset, desbancando o veterano Badra Ali Sangaré (titular na edição anterior). Durante a campanha do título marfinense, foi um dos 2 atletas que jogaram todos os minutos (o outro foi o zagueiro Evan Ndicka).

## Títulos
Seleção Marfinense
- Campeonato Africano das Nações: 2023[carece de fontes?]